# Шевелёв, Юрий Владимирович
Юрий Владимирович Шевелёв (укр. Юрій Володимирович Шевельов, англ. George Y. Shevelov; фамилия при рождении — Шнейдер; литературный псевдоним — Юрий Шерех; 17 декабря 1908, Харьков, — 12 апреля 2002, Нью-Йорк, США) — украинский лингвист и литературовед, эмигрант второй волны, американский славист, филолог, писатель, историк литературы и литературный критик (на протяжении жизни работал в СССР, затем в Германии и США). Профессор славянской филологии в Колумбийском университете,  подверг сомнению господствующее представление о едином восточнославянском языке, из которого впоследствии развились украинский, белорусский и русский, предположив вместо этого, что эти языки возникли независимо друг от друга. Лауреат премии фонда Антоновичей (1988) и Национальной премии Украины имени Тараса Шевченко (2000). 
Советскими властями обвинялся в коллаборационизме как один из авторов и редакторов газеты «Новая Украина» и «Украинский посев» (укр. Український засiв), издававшихся под немецким надзором в 1941—1943 годах. Действительный член Научного общества им. Шевченко (с 1949) и Украинской Академии искусств и наук (с 1945), член НАН Украины (1991).
Работы Шевелёва внесли весомый вклад в историю украинского и белорусского языков, реконструкцию праславянского языка.

## Биография

### Семья
Родился 17 декабря 1908 года в Харькове, в семье этнических немцев. Отец — генерал-майор Русской императорской армии Владимир Георгиевич Шевелёв, во время Первой мировой войны (1916) сменивший свою немецкую фамилию Шнейдер на русскую. Мать — Варвара Владимировна Медер.
Юрий был пятым ребёнком в семье. Двое умерли в младенческом возрасте, ещё двое — в раннем детстве, так что Юрий у матери остался один.

### Образование
Учился у Леонида Булаховского в Харьковском университете, защитил кандидатскую диссертацию в 1939 году, там же до войны преподавал славянское языкознание.

### Великая Отечественная война
В своих воспоминаниях «Я, мені, мене … (і довкруги)», Шевелёв характеризует начало Великой Отечественной войны словами «коварное нападение оголтелого фашизма»; по его оценкам, это была «бессмысленная война двух диктаторов», в которой он не хотел принимать участия.
Первые месяцы войны Шевелёв провёл в Харькове, продолжая преподавательскую и научную работу и ожидая скорого развала фронта и победы нацистской Германии. Он был уверен, что Советский Союз быстро распадётся и Германия одержит такую же молниеносную победу, как до этого в Польше, Франции, Югославии и Греции. Поэтому Шевелёв считал все предпринимаемые советским руководством меры бессмысленными и уклонился от направления на работы по сооружению противотанковых укреплений. Как доцент вуза, Шевелёв был освобождён от призыва на фронт.
17 сентября 1941 года по доносу, как он полагал, своего соседа, главного редактора украиноязычной газеты «Социалистическая Харьковщина» М. А. Файбышенко, Шевелёв был доставлен на допрос в НКВД, который длился около двенадцати часов. Учитывая реальную угрозу подвергнуться репрессиям, Шевелёв согласился стать сексотом и, как он утверждал, до своего отъезда в эвакуацию писал доносы под псевдонимом «Шевченко» исключительно на Файбышенко, мстя ему таким образом за его донос. Впоследствии Шевелёв объяснял это тем, что «надо было выиграть время до прихода немцев. Это было дело не годов, а дней или недель. За это время я мог ни с кем не встречаться, за исключением Файбышенко…». Именно вербовкой НКВД Шевелёв объяснял в своих воспоминаниях, почему для него стало невозможным оставаться в советской стране, а эмиграция стала неизбежной — он понимал, что после возвращения советской власти ему бы пришлось вновь работать на спецслужбы, что было для него невыносимо.
Позднее, с ухудшением положения на фронте, «бронь» для доцентов была отменена, но Шевелёву всё же удалось избежать призыва из-за неразберихи в харьковском военкомате, и, снявшись с военного учёта в Харькове 23 сентября 1941 года, в начале октября 1941 года он выехал в эвакуацию «на восток» (sic). Теперь военнообязанный Шевелёв должен был встать на воинский учёт по месту прибытия в пункте эвакуации, но, как писал сам Шевелёв, это было ещё одной причиной не очень стараться доехать до места назначения — доехав лишь до Красного Лимана, Шевелёв сделал вид, что заболел и вернулся в Харьков. Позднее Шевелёв писал об этом так: «Я не имел ни малейшего желания проходить военную муштру, а ещё меньше — погибнуть в бессмысленном поединке Сталин — Гитлер, где ни один не защищал интересы ни мои, ни моего народа…».
Вернувшись в Харьков, Шевелёв, по собственным воспоминаниям, опасаясь приходить в свои квартиры, скрывался в хирургическом госпитале, куда попал при содействии знакомого врача-окулиста, который поместил Шевелёва на больничную койку с диагнозом «Myopia et Staphyloma post». Из госпиталя выписался на следующий день после захвата Харькова вермахтом, чувствуя себя спасённым от «лап НКВД».
Поведение Шевелёва в этот период породило обвинения его в дезертирстве из Красной армии, которые возникли ещё в советской публицистике и продолжились уже в постсоветской России. Отвечая на эти обвинения в своей книге мемуаров, Шевелёв писал, что, хотя обвинения в уклонении от службы в Красной армии и являются бездоказательными, поскольку он так и не был официально призван, но «имеют смысл», поскольку Шевелёв действительно сделал всё, чтобы избегнуть призыва и действительно имел намерение уклониться, что ему удалось и чем он впоследствии гордился.
Как писал Шевелёв в своих мемуарах, имея возможность, как этнический немец, зарегистрироваться «фольксдойче», что давало бы скудный, но регулярный продуктовый и топливный паёк и иные преимущества, не стал этого делать, так как, по собственным словам, «не хотел становиться немцем». В оккупированном Харькове семья Шевелёва проживала в одной из пустующих квартир, что остались после эвакуации еврейских семей.
В своих воспоминаниях Шевелёв писал, что «новая жизнь» у него началась с появлением в Харькове газеты «Новая Украина» (укр. «Нова Україна»), издававшейся оккупационной администрацией на украинском языке с 7 декабря 1941 года и занимавшейся пропагандой успехов немецких и союзных войск на фронтах Второй мировой войны, раскрытием «звериной сущности жидо-большевистского режима» во главе со Сталиным, освещением событий внутриукраинской жизни, в том числе темы использования в Германии украинской рабочей силы. Шевелёв под разными псевдонимами (в том числе «Гр. Шевчук») писал материалы для этой газеты, а также для появившегося осенью 1942 года альманаха «Украинский посев» (укр. «Український засів»), также издававшегося немецкой военной администрацией. Шевелёв утверждал, что, хотя сотрудничество с «Новой Украиной» не было лёгким, но не создавало для него морально-этических проблем: «…Я не отказывался от самого себя, не писал ничего такого, что бы противоречило мои убеждениям» — так, например, по словам Шевелёва, ему пришлось отказаться от написания статей с критикой советского режима, так как цензор требовал писать не «большевистский режим», а «жидо-большевистский», чего Шевелёв не хотел делать.
Сотрудничество Шевелёва с оккупационными изданиями послужило поводом для обвинений в коллаборационизме, впервые прозвучавших в 1960-х годах из уст учёных-лингвистов Романа Якобсона и Ивана Белодеда, а также писателя Олеся Гончара, утверждавших, что во время сотрудничества с газетой «Новая Украина» Шевелёв писал антисемитские статьи — обвинения, которые сам Шевелёв отвергал.
По собственным воспоминаниям Шевелёва, по заданию отдела образования городской управы он написал учебник по украинскому языку для 5—7 классов семилетних школ, которые предполагалось создать на оккупированной территории, однако эти планы не были осуществлены и издание учебника не было востребовано. С 15 мая 1942 года получил постоянную работу — отдел образования городской управы назначил Шевелёва заведующим «Учительской библиотеки городской управы» (в советские времена — «Библиотека дома учителя»). В июле 1942 года Шевелёв получил «лучшую должность» — цензора в отделе образования городской управы. С открытием в конце 1941 года городского отделения «Просвиты» Шевелёв стал членом этого общества, а осенью 1942 года сотрудничество с ним дало Шевелёву преподавательскую работу — он начал преподавать украинский язык для детей служащих городской управы.
Шевелёв покинул Харьков в феврале 1943 года вместе с отступающими немецкими войсками.

#### Отношения между Шевелёвым и Олесем Гончаром
Одним из студентов Шевелёва перед войной был Александр Гончар — «один из моих лучших учеников» — как его характеризовал Шевелёв, будущий известный украинский советский писатель Олесь Гончар. В июне 1941 года Гончар после третьего курса ушёл добровольцем на фронт. В 1942 году он попал в плен и оказался в лагере «Холодная гора» в Харькове. Немцы отпускали пленных красноармейцев-украинцев, если кто-то за них ходатайствовал перед администрацией лагеря. Узнав, что его учитель в городе, Гончар написал ему записку и всю последующую жизнь считал, что Шевелёв записку получил, но не ответил и ничего не сделал для освобождения своего ученика. Шевелёв же утверждал, что записки не получал и услышал о ней через многие годы от самого Гончара.
В 1950-х годах Олесь Гончар в составе группы советских литераторов посетил США, где должен был выступить с лекцией в Колумбийском университете. Шевелёв, согласно его воспоминаниям, через третьих лиц предложил Гончару встретиться, на что Гончар просил передать его ответ, что «…и для меня, и для него будет лучше, если наша встреча не состоится». Шевелёв полагал, что ответ Гончара был обусловлен личными, а не политическими мотивами.

### В эмиграции
В 1944—49 годах Шевелёв проживал в Словакии, Германии, Швеции. В Германии он преподавал в Украинском свободном университете в Мюнхене (1946—1949) и получил там степень доктора наук (1949). Он был также вице-президентом литературного объединения МУР (1945—1949). В 1950 году выехал в США.
После переезда в США работал преподавателем русского и украинского языков в Гарвардском университете (1952—1954), помощником профессора (1954-1958) и профессором славянской филологии в Колумбийском университете (1958-1977), президентом Украинской академии искусств и наук (1959—1961, 1981—1986). Он был одним из основателей «Ассоциации Слово — Ассоциации изгнанных украинских писателей». Шевелёв был избран международным членом Национальной академии наук Украины и почётным доктором Альбертского университета, Лундского университета, Харьковского национального университета и Национального Университета Киево-Могилянской Академии. В 2000 году был награждён Национальной премией Украины имени Тараса Шевченко.
Библиография его трудов насчитывает 872 названия. В частности в 1979 году вышла книга «Историческая фонология украинского языка».
12 апреля 2002 года умер в Нью-Йорке.

## Научная деятельность

### Языкознание
Шевелёв считал себя учеником А. Белецкого и Л. Булаховского, а также В. Симовича, который познакомил его с фонологическими методами Пражской школы.
После исследований по стилистике (Павел Тычина, Иван Котляревский, Тарас Шевченко) и синтаксису («К генезису именительного предложения» (1947), «Синтаксис простого предложения» (1941, издан без указания фамилии автора в 1951, а также на английском языке в «The Syntax of Modern Literary Ukrainian» (Гаага, 1963)), сосредоточился на работе над исторической фонологией украинского языка, в которой она прослеживается в развитии от праславянского языка до настоящего времени («A Historical Phonology of the Ukrainian Language», 1979). Ранее написал и опубликовал работы по характеристике современного украинского литературного языка («Очерк современного украинского литературного языка», 1951), взаимодействию его с диалектами Черниговщины и Галичины (подытожены в «Die ukrainische Schriftsprache», 1966), разграничению украинского и белорусского языков («Problems in the Formation of Belorussian», 1953), исторической фонологии праславянского языка («A Prehistory of Slavic», 1964, 1965), а также серию статей о своих предшественниках в этой научной сфере (В. Ганцов, Е. Курило, К. Михальчук, А. Потебня, Л. Васильев, В. Симович) и об отдельных памятниках литературы и истории (Реймсское Евангелие, Кодекс Ганкенштайна, Изборник 1076, Подпись Анны Ярославны, Мерило Праведное, интермедии Гаватовича, Крест Евфросинии Полоцкой и др.).
В работе «Проблеми формування білоруської мови» (1953) он предположил, что белорусский язык сформировался вследствие взаимодействия древних диалектических зон — полоцко-рязанской и киево-польской, а не в результате распада «общерусского языка», как это утверждал Алексей Шахматов. В книге «A Prehistory of Slavic. The Historical Phonology of Common Slavic» (1965) он расширяет поле исследования на всё славянское пространство, доказывая, что в доисторические времена ни восточно-, ни западно-, ни южнославянские языки (и народы соответственно) не образовывали «общих этносов», а их язык всегда был диалектно дифференцирован[уточнить]. В одном из писем к Алексе Изарскому он признаётся: «Я получил первую копию своей „Історичної фонології“ нашего несчастного языка. Это было делом моей жизни, и я его увидел. Теперь могу сказать — Нині отпущаєши».
Шевелёв занимался исследованиями истории украинского языка («Украинский язык в первой половине двадцатого века (1900—1941)», 1987), исторической морфологии, синтаксиса и лексикологии украинского языка, других славянских языков (русский, белорусский, словацкий, польский, сербско-хорватский, чешский, старославянский), антропонимии, также опубликовал ряд рецензий на соответствующие научные работы (важнейшие из этих статей, написанных до 1970 года, собраны в книге «Teasers and Appeasers», 1971). Шевелёв редактировал многие научные и литературные журналы и серии, в частности серию «Historical Phonology of the Slavic Languages».

### Литературоведение и театроведение
Шевелёв считал себя прежде всего языковедом и подписывал свои профессиональные работы в этой области собственной фамилией, в то время как статьи по литературоведению и культурологии издавал под псевдонимом Юрий Шорох. Автор критических отзывов на главные эмигрантские литературные произведения и литературоведческие труды.
Важнейшие литературные и театроведческие статьи Шевелёва собраны в книгах «Ein neues Theater» (1948), «He для детей» (1964) и «Вторая очередь» (1978). Отредактировал и издал сборники произведений Василя Мовы (1969), Л. Васильева (1972) и В. Симовича (1981, 1985). Редактор и автор украиноязычного журнала «Сучасність» (декабрь 1978 — апрель 1981, Мюнхен) и языковедческих статей в украиноязычной и англоязычной версиях «Энциклопедии украиноведения».

### История
Есть у Шевелёва и работы по истории. В 1954 году он написал в Бостоне статью «Москва, Маросєйка», посвящённую последствиям Переяславской рады 1654 года. Юрий Шевелёв рассуждал об «истории большой и ещё не законченной войны» — так он охарактеризовал «историю культурных связей между Украиной и Россией». В статье он сделал вывод: 

Три страшных врага украинского возрождения — Москва, украинский провинциализм и комплекс Кочубеевщины.Оригинальный текст (укр.)Три страшні вороги українського відродження — Москва, український провінціалізм і комплекс Кочубеївщини.

Все они, писал Шевелёв, «живут и сегодня»: 
«…запекла ненависть Михайла Драгоманова не знищила українського провінціалізму. Запекла ненависть Дмитра Донцова не знищила Москви. Запекла ненависть В’ячеслава Липинського не знищила комплексу Кочубеївщини. Сьогодні вони панують, і вони урочисто справляють ювілей Переяслава.»

### Избранные труды
Последняя полная библиография трудов Шевелёва составляет 872 названия.
- Юрий Шерех (Шевелёв). «Легенда об украинском неоклассицизме» (1944);
- «К генезису именительного предложения» (1947) (перепечатка: «До питання про генезу й природу називних речень» (Харьков: Харківське історико-філологічне товариство, 2012));
- «Принципы и этапы большевистской политики по славянским языкам в СССР (кроме русского)» (1947)
- «Синтаксис простого предложения» (1941, издан без фамилии автора в 1951, в английском переводе как «Syntax of Modern Literary Ukrainian» в Гааге, 1963);
- «A Historical Phonology of the Ukrainian Language», 1979 (в переводе Сергея Вакуленко и Андрея Даниленко: «Історична фонологія української мови», Харьков: «Акта», 2002);
- «Очерк современного украинского литературного языка», 1951;
- «Die ukrainische Schriftsprache», 1966;
- «Problems in the Formation of Belorussian», 1953;
- «A Prehistory of Slavic», 1964, 1965;
- «Teasers and Appeasers», 1971;
- «Ein neues Theater» (1948);
- «He для детей» (1964);
- «Вторая очередь» (1978);
- «Украинский язык в первой половине двадцатого века 1900—1941. Состояние и статус», 1987;
- «Вклад Галичины в формирование украинского литературного языка». Л. — Н.-Й., 1996;
- «Пороги и Запорожье: Литература. Искусство. Идеологии», т. 1-3. X., 1998;
- «Стили современной украинской литературы в эмиграции» (1998);
- «Вне книг и из книг», М.: «Время», 1998;
- Юрий Шевелёв. «Я, мне, меня… (и вокруг). Воспоминания». В двух томах. Издательство журнала «Березіль», Видавтництво М. П. Коць. Харьков—Нью-Йорк, 2001;
- «Портреты украинских языковедов». К.: Изд. Дом «Киево—Могилянская Академия», 2002 (Переиздание трудов: «Поколение двадцатых годов в украинском языкознании». ЗНТШ (Париж, Чикаго), 1962, т. 173. С.309-332; Юрий Шорох. «Кость Михальчук». — УВАН, Виннипег, 1952; Юрий Шорох. «Всеволод Ганцов, Елена Курило». — УВАН, Виннипег, 1954);
- «Историческая фонология украинского языка». Пер. Сергея Вакуленко и Андрея Даниленко. Харьков: «Акта», 2002;
- Избранные труды. В двух книгах. Т. 1 «Языкознание», т. 2 «Литературоведение». — Киев: Изд. «Киево—Могилянская академия», 2008. — 583 с., 1151 с.
- Юрий Шевелёв. «Из истории незаконченной войны». (Составители Оксана Забужко, Лариса Масенко) — Киев: Изд. «Киево—Могилянская академия», 2009. — 471 с. ISBN 978-966-518-519-2;
- Оксана Забужко, Юрий Шевелёв. «Избранная переписка на фоне эпохи. 1992—2002» (2011);
- Юрий Шевелёв. «Очерк современного украинского литературного языка и другие лингвистические исследования». К.: «Темпора», 2012;

### Статьи
- Шевелёв, Ю. «Мои приключения в Советском Союзе». «Сучасність», 1969, № 2. — С.54-66.
- Шерех, Ю. «Лесь Курбас и Харьков: Воспоминания». «Сучасність», 1993, № 12. — С.44-52.
- Шевелёв Ю. «Up or out? К проблематике формирования украинского числительного как части речи». В кн.: «Языкознание: Тезисы и сообщения». Третий Международный конгресс украинистов. (Харьков, 26-29 августа 1996). X., 1996. (Переиздание: Избранные труды. Т. 1 «Языкознание», К.: Изд. «Киево—Могилянская Академия», 2008, с. 453—460).
- О. Забужко, Ю. Шевелёв. «Избранная переписка на фоне эпохи: 1992—2002: с дополнениями, сочинениями, комментариями, дополнениями к биографий и другими документами». К.: «Висока Полиця», ИД «Факт», 2011.
- Шевелёв Ю. «Украинский литературный язык» (1955). (Перевод Сергея Вакуленко по изданию Shevelov G. Y. L’ukrainien littéraire / Shevelov G. Y. Teasers and Appeasers. Essays and Studies on Themes of Slavic Philology. München, 1971. — P.245-260).
- Шевелёв Ю. «Украинизация: советская политика 1925—1932 годы». «Сучасність», 1993, № 5, с. 36-57.
- Шерех Ю. «Сокровища, которыми владеем». «Сучасність», 1993, № 6, с. 147.
- Шевелёв Ю. «Александр Потебня и украинский вопрос: Попытка реконструкции целостного образа учёного». Вступление к книге Александра Потебни «Язык. Национализм. Денационализация: Статьи и фрагменты». New York: Ukrainian Academy of Arts and Sciences in the US, Inc. 1992. С.7-46.
- Шевелёв Ю. «В длинной очереди: Проблемы реабилитационные». «Сучасність», 1990, ч. 12 (356), с. 69-79.
- Шевелёв Ю. «Николай Ге и Тарас Шевченко: Художник в отличном контексте». «Сучасність», 1990, чч. 7-8 (351—352), с. 99-127.
- Шевелёв Ю. «Украинский язык у себя дома сегодня и завтра». «Сучасність», 1986, ч. 10 (306), с. 28-46.
- Шевелёв Ю. «Письма Кулиша и Кулиш в письмах». «Сучасність», 1983, ч. 12 (272), с. 7-38.
- Шевелёв Ю. «На берегах хроники текущих событий». «Сучасність», 1989, ч. 11 (ноябрь). С. 70-89

## Память
В мае 2011 года общественные организации Харькова получили разрешение от городских властей на установку на фасаде дома по адресу улица Сумская, 17 (дом «Саламандры»), в котором Ю. В. Шевелёв прожил 28 лет, мемориальной доски в память о нём. Торжественное открытие мемориальной доски, должно было состояться 5 сентября 2013 года в рамках мероприятий по празднованию 105 годовщины со дня рождения учёного.
Однако, когда это событие было анонсировано, Антифашистский комитет Харьковщины потребовал отменить разрешение на установку мемориальной доски, указывая, что Шевелёв сотрудничал с нацистами во время Второй мировой войны. Глава Антифашистского комитета Нисон Ройтман, не ставя под сомнение филологические заслуги учёного, считает, что Шевелёв дезертировал из Красной армии, стал коллаборационистом и во время нацистской оккупации Харькова сотрудничал с немецкой администрацией, в частности был корреспондентом газеты «Новая Украина», которая выходила ежедневно с разрешения немецкой управы..
Жалоба Антифашистского комитета побудила топонимическую комиссию Харькова вернуться к вопросу о выдаче разрешения на установку мемориальной доски. Узнав, что топонимическая комиссия может отозвать своё разрешение на установку памятной доски, общественные активисты были вынуждены провести установку и открытие мемориальной доски ранее назначенного сроке в «экстренном» режиме: в узком кругу, в 9 часов вечера 3 сентября 2013 года, при свете автомобильных фар.
Топонимическая комиссия Харькова в свою очередь провела совещание, на котором после прений сторонников (например, профессор Игорь Муромцев, который лично знал и даже дружил с Юрием Шевелёвым, категорически отрицал его сотрудничество с нацистами, заявляя, что хотя Шевелёв и имел антисоветские настроения, «но идеи гитлеризма ему были такие же отвратительны, как и сталинизма») и противников установления мемориальной доски приняла решение «обратиться в компетентные органы (в частности, в Службу безопасности Украины) за дополнительной информацией… рассмотреть повторно».
Данные события нашли отклик у представителей украинской партии «Свобода», предложивших переименовать одну из центральных магистралей Харькова в «проспект Шевелёва».
25 сентября 2013 года депутаты Харьковского горсовета проголосовали за демонтаж установленной мемориальной доски. Спустя 30 минут доску демонтировали люди, представившиеся работниками коммунального предприятия «Жилкомсервис». Харьковская милиция проводит проверку по факту демонтажа памятной доски. Информация о демонтаже памятной доски была внесена в журнал Единого учёта уголовных правонарушений и других событиях, на месте происшествия побывала следственно-оперативная группа райотдела милиции, которая провела осмотр места и опрос свидетелей.
Харьковский городской голова Геннадий Кернес поддержал демонтаж мемориальной доски: «Я подписал решение об аннулировании решения топонимической комиссии на основании решения сессии Харьковского горсовета. То, что мне говорят, что я должен обратить внимание на учёные заслуги Шевелёва, я их признаю, а оккупационный Харьков ничего ему простить не может». Городской голова Львова Андрей Садовый предложил установить мемориальную доску в память о Шевелёве в своём городе.
Демонтаж мемориальной доски Юрию Шевелёву вызвал осуждение со стороны ряда общественных, научных, национальных организаций: НАУКМА, Ассоциации еврейских организаций и общин Украины (Ваад), Инициативной группы «Первого декабря», УВКР.
В январе 2015 г. Харьковский апелляционный административный суд признал недействительным решение о демонтаже мемориальной доски.